# John-Keats-Statue (London)

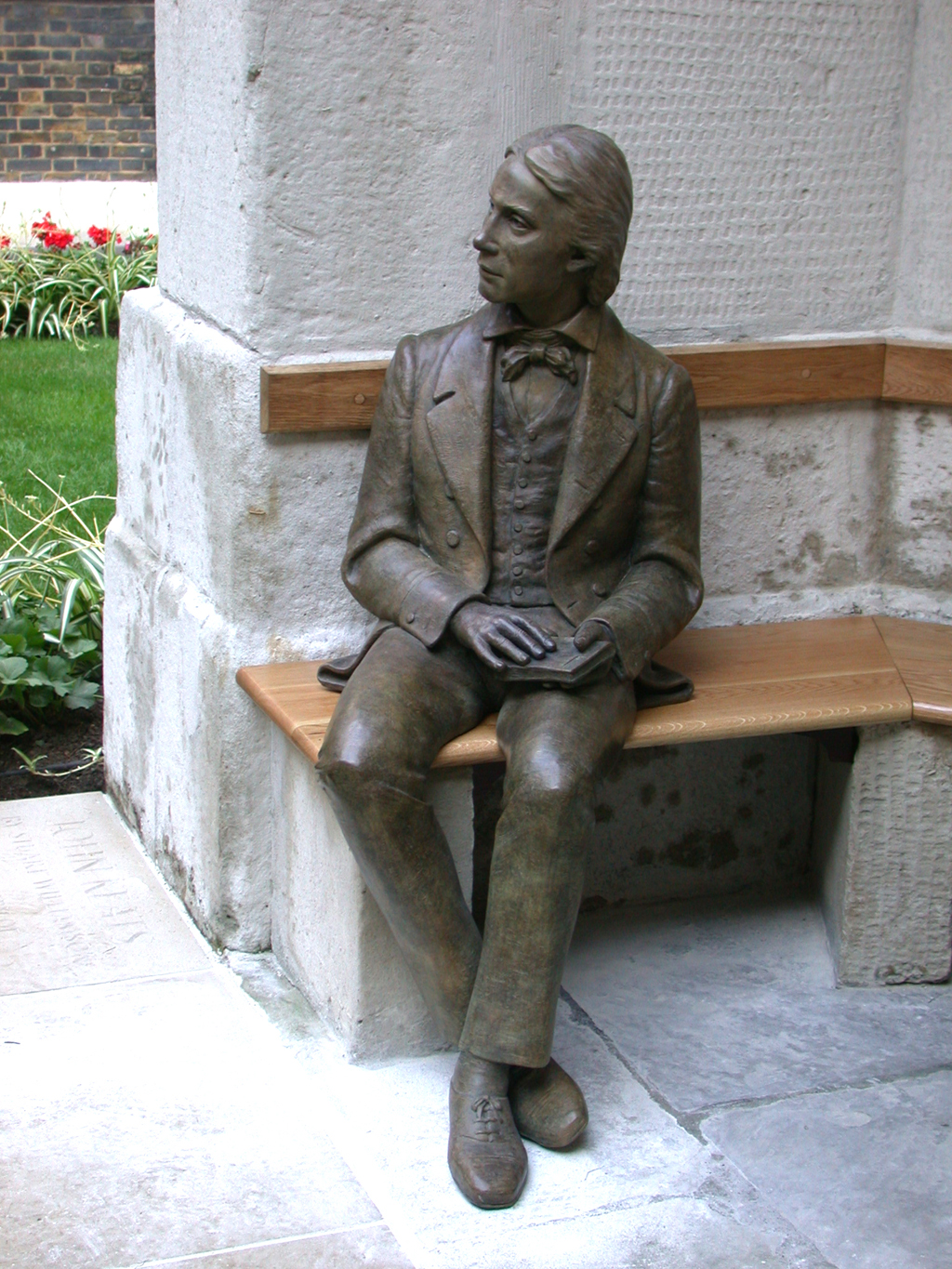
John-Keats-Statue

Die John-Keats-Statue  ist eine von Stuart Williamson geschaffene Statue, die sich auf dem Gelände des Guy’s Hospital in London befindet.
Die Statue würdigt den Dichter John Keats (1795–1821), der von 1815 bis 1816 als Chirurg und Apotheker am Guy’s Hospital ausgebildet wurde. Die Bronze-Skulptur wurde in Auftrag gegeben, um an das Leben von Dr. Robert Knight (1932–2005) zu erinnern, der ebenfalls am Guy’s Hospital gearbeitet hat und glühender Keats-Verehrer war. Die Statue wurde 2007 vom Keats-Biographen Andrew Motion enthüllt.

## Beschreibung
Das Denkmal zeigt einen zierlichen, aufrecht sitzenden Mann. Sein Kopf blickt über die rechte Schulter, die rechte Hand liegt locker auf einem Buch, dem Merkmal für eine Dichterskulptur, auf seinem linken Oberschenkel, der rechte Fuß ist hinter dem linken Fuß verschränkt. Die Figur mit den Maßen Höhe 115 × Breite 76 × Tiefe 38 cm sitzt am linken Ende einer hölzernen Sitzbank in einem nach einer Seite offenem Pavillon, einem hellen Quadermauerwerk mit halbrundem Kuppeldach.
Der durch realistisch wirkende Wachsbilder und Personenskulpturen bekannte Stuart Williamson schuf die Figur nach Keats’ Lebendmaske von 1816 und zeitgenössischen Darstellungen. Der Pavillon wurde 1831 bei Neugestaltungen der London Bridge erworben und im Garten des Guy’s Hospitals aufgestellt. Die Bronzegießerei der Figur ist nicht genannt.

## Detailansichten

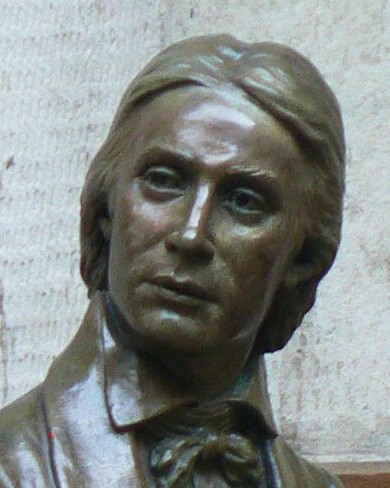
Nach rechts blickender Kopf
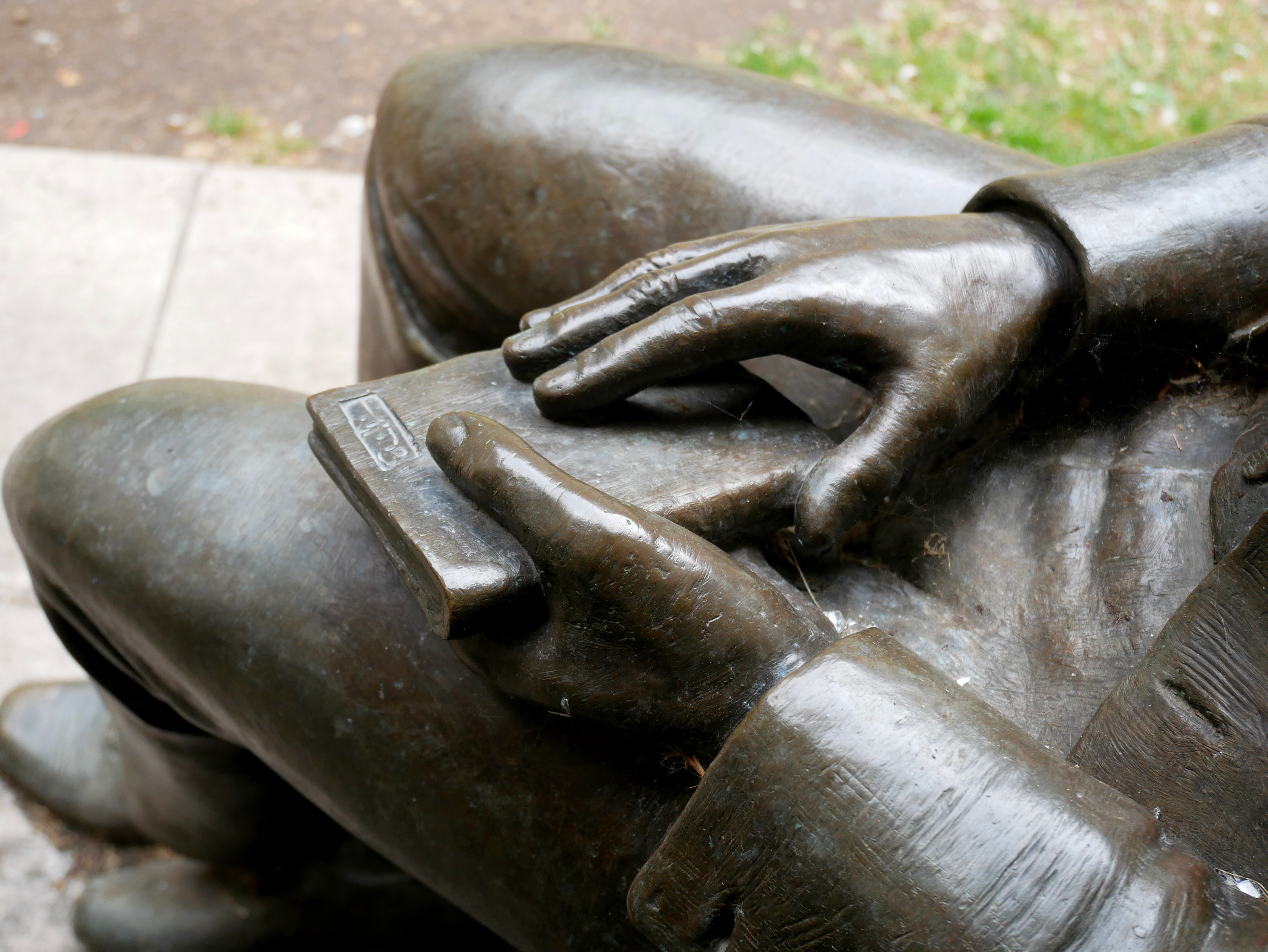
Hände und Buch

Durch einen QR-Code fungiert das Personendenkmal auch als „sprechendes Denkmal“.
Es ist die erste Skulptur zu John Keats, eine zweite, ebenfalls als Sitzbild, schuf Vincent Gray für die Stadt Chichester 2016.